# Raid de Wilson
Guerre de Sécession
Batailles
Raid de Wilson
- Ebenezer Church
- Selma
- West Point
- Columbus

Le raid de Wilson est une opération de cavalerie en Alabama et en Géorgie pendant les mois de mars et avril 1865, à la fin de la guerre de Sécession. Le brigadier général James H. Wilson conduit son corps de cavalerie de l'armée de l'Union pour détruire les installations manufacturières du Sud et est opposé sans succès par une force beaucoup plus petite du lieutenant général confédéré Nathan Bedford Forrest.

## Contexte et forces en présence
Après sa victoire à la bataille de Nashville, le major général de l'Union George H. Thomas et son armée du Cumberland se trouvent avec pratiquement aucune opposition militaire organisée au cœur du Sud. Thomas ordonne au brigadier général James H. Wilson (qui commande le corps de cavalerie de la division militaire du Mississippi, mais est attaché à l'armée de Thomas) de mener un raid pour détruire l'arsenal à Selma, en Alabama, en coordination  avec les opérations du major général Edward Canby contre Mobile. Selma est stratégiquement importante, comme l'une des rares bases militaires confédérées restant dans les mains du Sud. La ville contient un arsenal, une fonderie navale, des usines d'armes à feu, une usine de poudre, des entrepôts militaires, et des magasins de réparation de chemin de fer.
Wilson mène environ 13 500 hommes en trois divisions, commandées par les brigadiers généraux Edward M. McCook, Eli Long, et Emory Upton. Chaque cavalier est armé avec le formidable fusil à répétition Spencer à sept coups. Son principal adversaire est le lieutenant général Nathan Bedford Forrest, dont le corps de cavalerie du département de l'Alabama, du Mississippi, et à l'Est de la Louisiane se compose d'environ 2 500 soldats organisés en deux petites divisions, dirigées par les brigadiers généraux James R. Chalmers et William H. Jackson, deux brigades partielles sous les ordres du brigadier général Philip D. Roddey et du colonel Edward Crossland, et quelques milices locales.

## Raid
Wilson est retardé dans la traversée de la rivière Tennessee gonflée par la pluie, mais il commence le 22 mars 1865, partant de Gravelly Springs dans le comté de Lauderdale, en Alabama. Il envoie ses troupes en trois colonnes distinctes pour masquer ses intentions et de confondre l'ennemi ; Forrest apprend très tard que la cible principale du rais est Selma. Des escarmouches mineures se produisent à Houston (25 mars) et à Black Warrior River (26 mars), et les colonnes de Wilson rejoignent Jasper, le 27 mars.

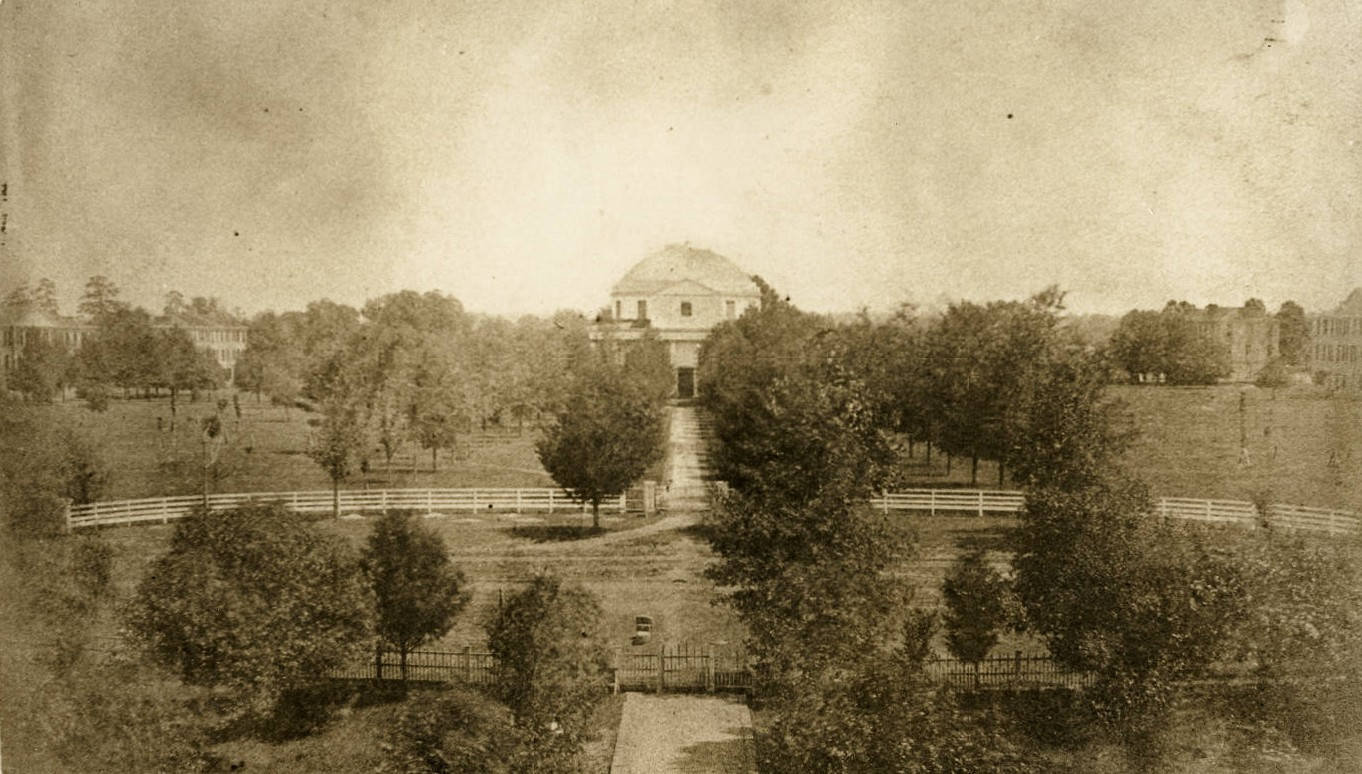
Vue sur le Quad à l'université de l'Alabama, en 1859. La Rotonde peut être vue au centre, avec les salles visibles en arrière-plan. Tous ces bâtiments ont été détruits au cours du raid de Wilson, le 4 avril 1865.

Le 28 mars, à Elyton, dans l'actuelle Birmingham, une autre escarmouche se produit et les troupes de l'Union détruisent les fours d'acier de l'Oxmoor and Irondale. Un détachement de la division du général Emory Upton détruit la fonderie de C. B. Churchill and Company de Columbiana et la Shelby Iron Works à Shelby le 31 mars 1865.

### Tuscaloosa
Wilson détache également une brigade de 1 500 hommes sous le brigadier général John T. Croxton et les envoie au sud et à l'ouest pour brûler les Roupes Valley Ironworks à Tannehill et le Bibb Naval Furnace à Brierfield, le 31 mars. Ils brûlent ensuite l'université de l'Alabama à Tuscaloosa, le site de l'une des éminentes écoles militaires, le 4 avril. Ce mouvement détourne la division de Chalmer de la force principale de Forrest.

### Selma
Le 31 mars, Forrest est mis en déroute par la force de l'Union plus grande et mieux armée à Montevallo. Les cavaliers sous les ordres de Chalmers ne parviennent pas à renforcer Forrest, mais il ne peut pas attendre. Au cours de l'action, les quartiers généraux de Forrest sont envahis et des documents saisis qui donnent de précieux renseignements sur ses plans. Wilson envoie McCook faire la liaison avec la brigade de Croxton, à Trion (maintenant Vance) et mène ensuite le reste de sa force rapidement vers Selma. Forrest fait un arrêt le 1er avril à Plantersville, près d'Ebenezer Church, et est mis en déroute une fois de plus à la bataille d'Ebenezer Church. Les confédérés se dirigent aussitôt vers Selma et se déploient en une ligne défensive semi-circulaire de cinq kilomètres (3 miles) ancrée à ses deux extrémités sur le fleuve Alabama.
La bataille de Selma se déroule le 2 avril. Les divisions de Long et d'Upton lancent l'assaut contre les ouvrages de Forrest construits en toute hâte. Les troupes démontées de l'Union font une percée l'après-midi, après de brèves périodes de combat au corps à corps ; les miliciens inexpérimentés abandonnant leurs positions et fuyant sont la raison principale de la rupture de l'ensemble de la ligne. Le général Wilson mène personnellement une charge montée avec le 4th U.S. Cavalry contre une partie de la ligne inachevée. Le général Long est gravement blessé à la tête lors de l'assaut. Forrest, qui est également blessé, et dont le minuscule corps est gravement endommagé, se regroupe à Marion, où il est finalement rejoint par Chalmers. Les hommes de Wilson travaillent pendant plus d'une semaine à détruire les installations militaires. À partir de là, les forces de Wilson se déplacent vers Montgomery, qu'ils occupent le 12 avril.

### West Point
Les nouvelles de la reddition de Robert E. Lee le 9 avril parviennent à la force de l'Union, mais le raid continue, vers l'est en Géorgie détruisant le reste des arsenaux et des munitions et causant la « désintégration » de toute forces locale résiduelle. Avant que Wilson puisse faire tout cela, il est nécessaire de prendre plusieurs ponts sur la rivière Chattahoochee. Un de ces ponts conduit dans la ville de West Point. Afin d'éviter tout retard dans le raid, Wilson sépare sa force envoyant un détachement de 3700 hommes sous les ordres du colonel Oscar Hugh La Grange capturer à la fois le pont et la ville. Ainsi, la bataille de West Point, en Géorgie, a lieu le dimanche de Pâques, le 16 avril, lorsque la brigade du colonel Oscar Hugh La Grange attaque un terrassement défensif nommé fort Tyler.
Le fort Tyler est défendu par quelques centaines de jeunes hommes et de jeunes adolescents confédérés sous les ordres du brigadier général confédéré Robert C. Tyler. Déterminé à se battre jusqu'au dernier fossé, les confédérés combattent une vague de troupes démontées de l'Union. Les confédérés n'ont aucune chance car ils sont largement surpassés en nombre et mal armés, alors que les fédéraux sont armés avec des armes à répétition. Les soldats de l'Union traversent un fossé, tandis que les rebelles jettent des grenades à mains primitives et tirent courageusement avec leurs armes. Bien que les hommes de l'Union doivent mener l'assaut sous le feu d'un canon de 32 livres et  de deux de 12 livres à l'intérieur le terrassement, le fort est capturé. Le brigadier général confédéré Robert C. Tyler est mortellement blessé par un tireur d'élite, devenant ainsi le dernier officier général à être tué au cours de la guerre de Sécession.
La défense de West Point était vouée à l'échec, et c'est ce qui arrive. Avec les prisonniers rebelles, le fort, et le pont dans ses mains, La Grange part rejoindre Wilson. La bataille est gagnée pour l'Union au prix de 36 hommes tués et blessés. Les confédérés ont perdu 18 morts, 28 blessés, et le reste capturé. Avec la plupart des morts de sudistes dans le fort, un artilleur yankee dit que les morts confédérés avait « une apparence terrible ».

### Columbus
Enfin, le dimanche de Pâques, 16 avril, Wilson est victorieux lors de la bataille de Columbus, en Géorgie, dans lequel la division d'Upton affronte les forces confédérées à Columbus, capturant la ville et ses chantiers navals et les incendiant, puis sabordant l'ironclad ram, CSS Jackson. Cet engagement est largement considéré comme la « dernière bataille de la guerre de Sécession, ». Le 20 avril, les hommes de Wilson capturent Macon, en Géorgie, sans résistance, et le raid de Wilson Raid arrive à son terme. Ce n'est que six jours avant la reddition du général Joseph E. Johnston de toutes les troupes confédérées dans les Carolines, la Géorgie, la Floride à William Tecumseh Sherman, en Caroline du Nord.

## Conséquences et capture de Jefferson Davis
Le raid de Wilson est un succès spectaculaire. Ses hommes ont capturé cinq villes fortifiées, 288 canons, et à 6 820 prisonniers, au prix de 725 pertes unionistes. Les pertes de Forrest, d'une force plus petite, s'élève à 1 200. Le raid est réalisé sans dommages collatéraux désastreux qui caractérisent la marche de Sherman vers la mer de l'année précédente. Contrairement à Sherman, Wilson et son commandant, George H. Thomas, ne tolèrent pas de débordement, notamment des pillages, de la part de leurs hommes. Les résidents accusent les hommes de Wilson d'avoir mis à sac Selma après la bataille, mais les dégâts proviennent de plusieurs sources, y compris les combats de rue qui se poursuivent au cours de la nuit, ainsi que de 35000 balles de coton et l'entrepôt du centre commercial incendiés par les confédérés alors que la ville tombe. Certains soldats de l'Union et d'anciens esclaves nouvellement libérés commencent un pillage, mais près la nuit, Wilson rétablit la discipline.
Lors de la conclusion du raid, et à la suite de la reddition de toutes les forces confédérées à l'est de la rivière Chattahoochee par Johnston à Sherman, les hostilités prennent fin. Toutefois, la recherche des autorités  en fuite du gouvernement de la Confédération commence lorsque les forces de Wilson se déploient dans la région. Le président confédéré Jefferson Davis est capturé le 10 mai 1865, près d'Irwinville, en Géorgie.